# Baena (gemeente)

Locatie van Baena in de provincie Córdoba

Baena is een gemeente in de Spaanse provincie Córdoba in de regio Andalusië met een oppervlakte van 363 km². In 2007 telde Baena 21.138 inwoners.

## Demografische ontwikkeling
Bron: INE; 1857-2011: volkstellingen
Opm.: In 1894 werd Nueva Carteya een zelfstandige gemeente

## Geboren

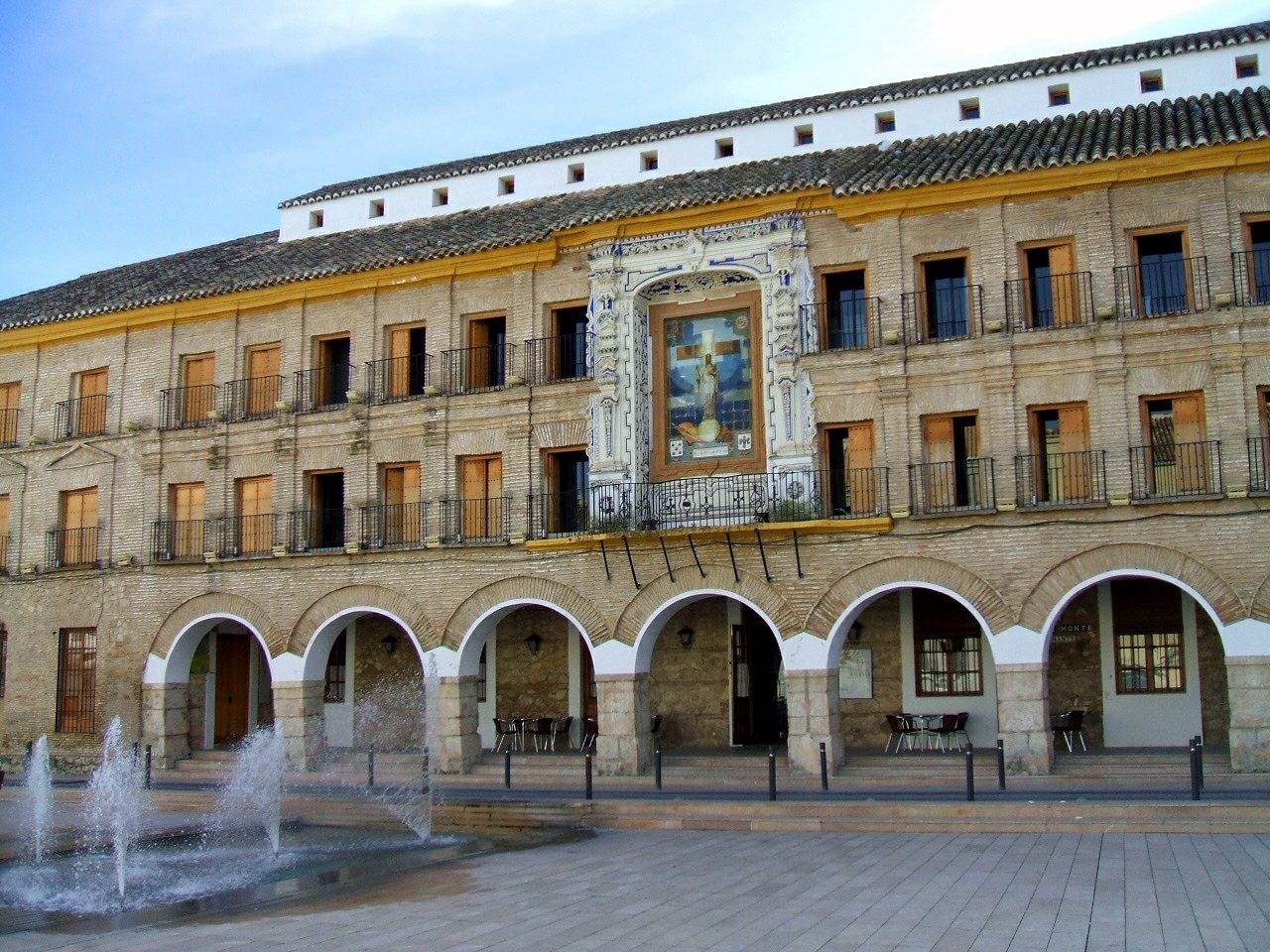
Casa del Monte

- Jorge Cubero (1992), wielrenner